# Дача Сталина в Сочи
Дача Сталина в Сочи (также дача «Зелёная роща», дача «Новая Мацеста») — музейный комплекс, дом-музей на территории санатория «Зелёная роща» в микрорайоне Новая Мацеста Хостинского района города Сочи, располагающийся в здании бывшей дачи Сталина, на которой он регулярно отдыхал и проходил лечение от ревматизма. С 1991 года находится в частной собственности.

## История
Дача находится на территории бывшего имения Михайловское, принадлежавшего промышленнику и предпринимателю Михаилу Зензинову. На территории имения был построен большой каменный дом, посажен великолепный фруктовый сад и высажены тутовые деревья для занятия шелководством. Уже в советское время на территории была построена дача по проекту Мирона Мержанова специально для Сталина в 1931 году. Причём учитывались все потребности вождя, например: все лестницы на даче были сделаны с низкими ступеньками, чтобы Сталину было удобно подниматься; стёкла из горного хрусталя и отделка внутреннего дачного периметра и пола деревом. Дочь Сталина Светлана вспоминала, что поездки в Сочи летом были традицией для Сталина и его жены. Там он лечился от ревматизма. В 1930 и 1931 годах она побывала на даче с родителями, которую описала как «маленькая дачка». В 1937 году дача была полностью перестроена. На месте старой дачи появилось новое тёмно-зелёное здание с двухэтажной центральной частью и одноэтажными крыльями (надстроенными после войны). По соседству были возведены особняки для других членов Политбюро: Берии, Маленкова, Ворошилова, Молотова. Сталин отдыхал на даче ежегодно обычно с августа до начала октября. В последний раз он посетил её в 1950 году. На даче был расположен бассейн, который наполняли морской водой из бочек. Рядом находилась комната отдыха с шахматным столом, плетёным креслом, патефоном и большой коллекцией грампластинок. Как и на всех других дачах, имелся кинозал и бильярд.
В 1972 году на территории был построен санаторий «Зелёная роща». В 1991 году бывшая сталинская дача была передана с баланса управделами ЦК КПСС в собственность ОАО «Зелёная роща», арендатором в настоящее время является ООО «Илим» (Москва). На территории дачи проводятся экскурсии, там же работала гостиница на 12 номеров.